# Eupsychiusz z Cezarei
Eupsychiusz z Cezarei (zm. 362) – święty katolicki, męczennik.
Pochodzący ze szlachetnego rodu mieszkaniec Cezarei Kapadockiej. Zabili go poganie w odwecie za zniszczenie przez jego ludzi świątyni bogini Fortuny.
Jego wspomnienie liturgiczne obchodzone jest 9 kwietnia.
Nie należ mylić go z innym świętym z Cezarei (zm. ok. 130), którego Kościół wspomina 7 września.